# سارا اسمیت
سارا اسمیت (انگلیسی: Sarah Smith؛ زادهٔ) یک کارگردان، تهیه‌کننده و فیلم‌نامه‌نویس اهل بریتانیا است. از آثار او می‌توان به آرتور کریسمس اشاره کرد.